# ميخائيل ميرفي (غطاس)
ميخائيل ميرفي (بالإنجليزية: Michael Murphy) هو غطاس أسترالي، ولد في 29 نوفمبر 1973.

## وصلات خارجية
- ميخائيل ميرفي على موقع أوليمبيديا (الإنجليزية)
- ميخائيل ميرفي على موقع اتحاد ألعاب الكومنولث (مؤرشف) (الإنجليزية)